# Murrayon ovoglabellus
Murrayon ovoglabellus är en djurart som tillhör fylumet trögkrypare, och som först beskrevs av Vladimir I. Biserov 1988.  Murrayon ovoglabellus ingår i släktet Murrayon och familjen Macrobiotidae. Inga underarter finns listade i Catalogue of Life.